# Darren Chiacchia
Darren Chiacchia (n. 18 septembrie 1964, Buffalo, New York, SUA) este un sportiv ce a reprezentat Statele Unite ale Americii, medaliat olimpic. A participat la o ediție a Jocurilor Olimpice (2004) în care a câștigat o medalie de bronz.

## Participări
Lista de mai jos prezintă principalele competiții la care a participat Darren Chiacchia de-a lungul carierei.
- equestrian at the 2004 Summer Olympics – team eventing[*]